# مريسيات
المِرَّيسِيَّات (الاسم العلمي: Histioteuthidae)، فصيلة حبار من الحباريات القاعية. كان يُنظر إلى الفصيلة سابقًا على أنها أحادية النمط، لكن السجل العالمي للأنواع البحرية يخصص جنسين لهذه الفصيلة.